# Sarah Schulman
Sarah Miriam Schulman, född den 28 juli 1958 i New York, är en amerikansk författare, dramatiker, historiker och lesbisk aktivist, verksam som professor vid College of Staten Island.
Schulman är av judisk börd. Efter romandebuten The Sophie Horowitz Story (1984) har Schulman publicerat en lång rad såväl fack- som skönlitterära böcker. På svenska finns romanen Vid yttersta randen, i översättning av Annika Ruth Persson, från 1993. Bokens engelska förlaga, People in Trouble (1990), användes av Jonathan Larson som utgångspunkt för den homosexuella tematiken i succémusikalen Rent – dock utan Schulmans medgivande, vilket hon skrivit om och kritiserat i boken Stagetruck: Theater, AIDS, and the Marketing of Gay America (1998).
Under 1980-talet verkade Schulman även som journalist för tidningen Village Voice i New York. Där rapporterade hon bland annat om AIDS-epidemin, en fråga som sedan dess följt Schulman genom livet. I slutet av 1980-talet var hon med i uppstarten av aktivistgruppen ACT UP. ACT UP genomförde spektakulära aktioner i protest mot USA:s bristande agerande under AIDS-krisen. År 2001 grundande Schulman, tillsammans med filmaren Jim Hubbard, ett arkivprojekt i syfte att samla in berättelser om ACT UP. ACT UP Oral History Project har sedan dess genomfört ett hundratal intervjuer, samt sammanställt ACT UP:s historia i dokumentärfilmen United in Anger: A History of ACT UP (2012).
Som medgrundare av Lesbian Avengers, en lesbisk aktivistgrupp, deltog Schulman i arrangemanget kring USA:s första Dyke March, 1993.
På senare år har Schulman utmärkt sig som förespråkare av solidaritet med Palestina och BDS-rörelsen. I boken Israel/Palestine and the Queer International (2012), beskriver hon en resa till Palestina, genomförd i samarbete med palestinska queeraktivister.
Genom åren har Schulman mottagit en lång rad priser och utmärkelser, bland annat ett Fulbright-stipendium och ett Guggenheim Fellowship. Hon har också vid flera tillfällen varit nominerad till litteraturpriset Lambda Literary Award.